# Initiativkreis Ruhr

Logo

Der Initiativkreis Ruhr ist ein Verein, in dem sich mehr als 70 Wirtschaftsunternehmen und Institutionen zusammengeschlossen haben. Der Verein will die wirtschaftliche Entwicklung und den Strukturwandel im Ruhrgebiet fördern und unterstützt Projekte in den Bereichen Wirtschaft, Bildung und Kultur.
Die im Initiativkreis vertretenen Unternehmen kommen aus Branchen wie Energie, Chemie, Dienstleistung, Handel, Logistik oder Unternehmensberatung. Die Aktivitäten werden gesteuert von der Tochtergesellschaft Initiativkreis Ruhr GmbH.

## Geschichte
Das Gründungstreffen des Initiativkreises fand auf Einladung des damaligen Vorstandssprechers der Deutschen Bank, Alfred Herrhausen, des Ruhrbischofs Franz Hengsbach und dem Vorsitzenden von Pro Ruhrgebiet, Jürgen Gramke, im Essener Bischofshaus am 17. Mai 1988 statt. Vertreten war ein Teilnehmerkreis mit Rudolf von Bennigsen-Foerder (VEBA), Werner Dieter (Mannesmann), Friedhelm Gieske (RWE), Heinz Horn (RAG), Klaus Liesen (Ruhrgas), Friedel Neuber (West LB), Detlev Rohwedder (Hoesch), Wilhelm Scheider (Krupp) und Dieter Spethmann (Thyssen). Bevor der Initiativkreis sich später organisatorisch selbst aufstellte, führte der Verein Pro Ruhrgebiet über einen längeren Zeitraum die Geschäfte.
Vorsitzende des Vereins werden „Moderatoren“ genannt. Die amtierenden Vorsitzenden sind Guido Kerkhoff (Vorstandsvorsitzender Klöckner & Co) und Götz Erhardt (Senior Managing Director bei Accenture).

## Mitglieder (Stand Juli 2024)
| A–E                                           | F–L                                           | M–S                                       | T–Z                                  |
| --------------------------------------------- | --------------------------------------------- | ----------------------------------------- | ------------------------------------ |
| Accenture                                     | Fahrzeug-Werke LUEG AG                        | Materna GmbH Information & Communications | Technische Universität Dortmund      |
| A.T. Kearney                                  | FC Schalke 04 e. V.                           | MC-Bauchemie Müller GmbH & Co. Kg         | The Boston Consulting Group GmbH     |
| Alfried Krupp von Bohlen und Halbach Stiftung | Franz Haniel & Cie                            | Messe Essen GmbH                          | Thyssenkrupp AG                      |
|                                               | Funke Mediengruppe GmbH                       |                                           | TÜV Nord AG                          |
| BANK IM BISTUM ESSEN eG                       |                                               | National-Bank AG                          |                                      |
| BDO AG Wirtschaftsprüfungsgesellschaft        | Gelsenwasser AG                               | NRW.Bank                                  | Uniper SE                            |
| Bistum Essen                                  | Georgsmarienhütte Holding GmbH                |                                           | Universität Duisburg-Essen           |
| Borussia Dortmund GmbH & Co. KgaA             | Grillo-Werke AG                               | PricewaterhouseCoopers GmbH WPG           | Universitätsklinikum Essen           |
| BP Europa SE                                  |                                               |                                           |                                      |
| Brauerei C. & A. Veltins GmbH & Co. KG        | Hagedorn Unternehmensgruppe                   | RAG Aktiengesellschaft                    | Vaillant GmbH                        |
| Brost-Stiftung                                | Handelsblatt Media Group                      | RAG-Stiftung                              | Vivawest Wohnen GmbH                 |
|                                               | Helaba Landesbank Hessen-Thüringen            | Rethmann SE & Co. KG                      | Vonovia SE                           |
| Circular Valley Stiftung                      | Hellweg GmbH & Co. KG                         | Rheinmetall AG                            |                                      |
| Contilia GmbH                                 | Hochtief AG                                   | Rhein-Ruhr Collin KG                      | Westdeutsche Lotterie GmbH & Co. OHG |
|                                               |                                               | Ruhr Nachrichten Verlag & Co. KG          | Westfalenhallen Dortmund GmbH        |
| Deloitte GmbH                                 | ifm electronic GmbH                           | Ruhr-Universität Bochum                   | Westfälische Hochschule              |
| Deutsche Bahn AG                              | IG BCE                                        | Ruhrverband                               | WILO SE                              |
| Deutsche Bank AG                              |                                               | RWE AG                                    |                                      |
| Duisburger Hafen AG                           | Katholisches Klinikum Bochum                  |                                           |                                      |
|                                               | Klöckner & Co                                 | Siemens Energy Global                     |                                      |
| E.ON SE                                       | Kötter Services                               | Signal Iduna Gruppe                       |                                      |
| Emschergenossenschaft und Lippeverband        | KPMG AG Wirtschaftsprüfungsgesellschaft       | SMS Group                                 |                                      |
| Ernst & Young GmbH                            | Kümmerlein, Simon & Partner Rechtsanwälte mbB | Start NRW GmbH                            |                                      |
| Evangelische Kirche von Westfalen             |                                               | Steag GmbH                                |                                      |
| Evonik Industries AG                          | LEG Immobilien AG                             | Stiftung Zollverein                       |                                      |

## Geförderte Projekte
Das Ziel des Initiativkreises Ruhr ist nach eigener Angabe, „die Entwicklung des Ruhrgebiets voranzutreiben und seine Zukunfts- und Wettbewerbsfähigkeit zu stärken“. Daher will der Verein Projekte in den Handlungsfeldern Bildung, Wirtschaft und Kultur fördern.

### Handlungsfeld Bildung

#### TalentMetropole Ruhr
Die Initiative TalentMetropole Ruhr wurde 2013 gestartet. Sie bündelt Bildungsangebote von Wirtschaft, Hochschulen und anderen Bildungsinstitutionen der Region. Dachorganisation ist seit 2019 die Stiftung TalentMetropole Ruhr gGmbH mit Sitz in Gelsenkirchen statt. Sie ist eine gemeinnützige Tochtergesellschaft der Initiativkreis Ruhr GmbH.
Das Ziel der Initiative ist, dem aufgrund des demografischen Wandels bevorstehenden Fachkräftemangel im Ruhrgebiet entgegenzutreten und junge Menschen – insbesondere Schulabgänger und Studierende – zu ermuntern, ihre persönlichen Neigungen, Fähigkeiten und Interessen kennenzulernen und zu fördern. Einmal jährlich findet zu diesem Zweck die Veranstaltungsreihe Talenttage Ruhr statt. Bei der elftägigen Bildungs- und Nachwuchsförderungsveranstaltung mit bis zu 40.000 Teilnehmern können sich an mehreren Orten im Ruhrgebiet Schulabgänger über Praktika, Job-Einstiegsmöglichkeiten und über unterschiedliche Berufe informieren. Während der Veranstaltung verleiht die TalentMetropole Ruhr den TalentAward Ruhr, mit dem die Initiative Menschen würdigt, die sich „in besonderem Maße für die Förderung von Talenten einsetzen“. Der Preis ist mit 5.000 Euro dotiert. Die Talenttage Ruhr debütierten 2014 und fanden zuletzt vom 16. bis 26. September 2020 statt.

#### International School Ruhr
Die International School Ruhr ist eine englischsprachige Ergänzungsschule für die Primar- und Sekundarstufe mit angeschlossenem Kindergarten in Essen. Schüler können dort nach eigenen Angaben zunächst die Prüfung nach dem International General Certificate of Secondary Education (IGCSE) ablegen, das mit der deutschen mittleren Reife vergleichbar ist. Im Anschluss daran kann an der Schule das Internationale Abitur, das International Baccalaureate (IB diploma), gemacht werden.

### Handlungsfeld Wirtschaft

#### InnovationCity Ruhr
Mit dem Projekt InnovationCity Ruhr wollte der Initiativkreis Ruhr einen von Industrie geprägten Ort bzw. eine Stadt im Ruhrgebiet umwelt- und klimagerecht umbauen und zugleich die Merkmale des Industriestandortes berücksichtigen. Das damalige „Pilotgebiet“ mit etwa 70.000 Einwohnern und mehr als 14.000 Gebäuden lag in der Stadt Bottrop. Im Zeitraum von 2010 bis 2020 sollten die CO2-Emissionen halbiert und die Lebensqualität gesteigert werden: Zum Beispiel sollten vorhandene Wohnsiedlungen und Gewerbegebiete in Energiespar-Quartiere umgewandelt und kommunale Einrichtungen wie Hallenbäder oder Kindergärten umweltfreundlicher und kostengünstiger beheizt werden können. Seit dem Jahr 2016 wurde das Projekt InnovationCity Ruhr auf weitere Kommunen im Ruhrgebiet ausgedehnt: In insgesamt 20 ausgewählten Quartieren des Ruhrgebietes sollten städtische Umbaumaßnahmen nach dem Bottroper Vorbild initiiert werden. Mittlerweile ist die Laufzeit des für zehn Jahre angesetzten Projektes beendet. Im Juni 2021 haben die Verantwortlichen die wissenschaftlich evaluierten Ergebnisse vorgelegt. Demnach wurde der CO2-Ausstoß halbiert.

#### Gründer-Initiative
Der Initiativkreis Ruhr will Start-up-Unternehmen dabei helfen, den Weg in die Selbstständigkeit zu finden. Mit dem Projekt Smart am Start zum Beispiel sollen die Gründer von technikorientierten Start-ups mit den Chefs bereits etablierter und erfolgreicher Unternehmen ins Gespräch kommen, um dabei ihre Geschäftsideen vorzustellen und sich gegenseitig auszutauschen. Von 2014 bis 2017 veranstaltet der Initiativkreis Ruhr außerdem das Gründer-Forum NRW, eine Art Wirtschaftskonferenz mit Diskussionsrunde, bei der Gründer, Jungunternehmer, Industrievertreter und potenzielle Geldgeber zusammenkommen und über mögliche Firmen-Neugründungen und Geschäftsideen zu diskutieren. Zudem ist der Initiativkreis Ruhr Mit-Initiator der Gründerkonferenz RuhrSummit.

#### Gründerallianz Ruhr und BridgeBuilder
Die Gründerallianz Ruhr wurde 2018 vom Initiativkreis Ruhr, der RAG Aktiengesellschaft, der RAG-Stiftung und Evonik gestartet und hat es sich zum Ziel gesetzt, Gründer der Region zu beraten und Orientierungshilfe zu bieten, um das Ruhrgebiet als attraktive Region für Start-ups zu etablieren. Ein Teilprojekt der Gründerallianz ist der Data Hub Ruhr. Er bringt etablierte Unternehmen mit Start-ups zusammen, um datenbasierte Lösungen für konkrete Problemstellungen zu entwickeln. Seit 2024 werden Teile der Gründerallianz Ruhr von dem Innovationshub BRYCK der RAG-Stiftung weitergeführt.
Zur Vernetzung von Startups und etablierten Unternehmen entwickelte der Initiativkreis Ruhr Ende 2023 die Anschlussphase BridgeBuilder und führt seitdem die Gründungsaktivitäten unter eigenem Dach weiter. Hauptsponsoren des Bridgebuilders sind Evonik, die RAG-Stiftung sowie Vonovia.

##### Herhood
Das 2023 auf der Veranstaltung ruhrSummit entstandene Netzwerkformat der Herhood für weibliche Entrepreneure wird mit dem BridgeBuilder vom Initiativkreis Ruhr fortgeführt.
Erstmalig in einem Themenbereich des ruhrSummits 2023 vorgestellt, engagiert sich der Initiativkreis Ruhr für die Sichtbarkeit von weiblichen Gründerinnen und Entpreneurinnen im Ruhrgebiet und bietet ihnen über Herhood ein Netzwerk zum gegenseitigen Austausch. Seit 2024 ist Herhood Teilprojekt des BridgeBuilders.

#### Gründerfonds Ruhr
Gemeinsam mit der NRW.Bank hat der Initiativkreis Ruhr 2017 den Gründerfonds Ruhr initiiert, der als privater Venture Capital Fund Risikokapital in Start-ups aus verschiedenen Branchen investiert. Insgesamt betrug das Investitionsvolumen im Jahr 2020 rund 40 Mio. Euro.

### Handlungsfeld Kultur

#### Klavier-Festival Ruhr
Das Klavier-Festival Ruhr ist seit 2011 zwar eine eigene Stiftung, doch der Initiativkreis Ruhr ist weiterhin der „Generalsponsor“ der Veranstaltung und bezeichnet diese als sein „kulturelles Leitprojekt“. Jedes Jahr von April bis Juli findet das Klavier-Festival Ruhr an mehreren Orten im Ruhrgebiet statt und ist nach Angaben des Initiativkreises Ruhr das „weltweit bedeutendste Pianistentreffen“, bei dem etwa 80 internationale Musiker Konzerte spielen. Die aktuelle Intendantin ist Katrin Zagrosek. Sie folgte auf den langjährigen Intendanten Franz-Xaver Ohnesorg.
Zum Klavier-Festival Ruhr gehört außerdem ein Programm zur Förderung von jungen Menschen, das so genannte Education-Programm, bei dem Kinder und Jugendliche aus den beiden Duisburger Stadtteilen Marxloh und Hochfeld zur schöpferischen Beschäftigung mit Musik angeregt werden sollen. Das Programm wurde bereits mehrfach ausgezeichnet, darunter mit dem Musikpreis ECHO Klassik.
Das Partnerunternehmen RWE übernahm 2023 die Hauptförderung des Festivals. Hauptsponsor des Klavier-Festivals Ruhr für die Saison 2024 ist E.ON.

### Junger Initiativkreis Ruhr
Im Jungen Initiativkreis Ruhr entwerfen Nachwuchskräfte unter 40 Jahren aus Partnerunternehmen des Initiativkreises Ruhr Vorschläge, um die Region weiterzuentwickeln. Der Junge Initiativkreis versteht sich als Netzwerk aus Impulsgebern. Die Mitglieder haben es sich zur Aufgabe gemacht, den Wandel im Ruhrgebiet mit für sie wichtigen Aktivitäten voranzutreiben, und orientieren sich dabei an den Themen, die die jungen Menschen im Ruhrgebiet bewegen.
Mit der Intention, Studierende und Absolventen zu fördern und für eine Karriere im Ruhrgebiet zu begeistern, initiierte das Netzwerk des Jungen Initiativkreises Ruhr Formate wie die „What if“-Konferenz, auf welcher Schul- und Studienabgänger eine umfassende berufliche Orientierung erhielten. Drei Jahre lang förderte der Junge Initiativkreis Ruhr zudem Nachwuchskräfte in seinem Mentoring-Programm. In sogenannten Tandems aus Mentoren, welche Mitglieder des Jungen Initiativkreis Ruhr waren, und „Mentees“, welche sich aus Studierenden, Absolventen und Berufseinsteigern zusammensetzten, erhielten die Bewerber über sechs Monate ein umfangreiches Coaching zum Berufseinstieg sowie Einblicke in die Partnerunternehmen des Initiativkreises Ruhr.

#### Urbane Zukunft Ruhr
Als Leitprojekt des Initiativkreises Ruhr engagiert sich im Jahr 2024 die Urbane Zukunft Ruhr für eine Verbesserung der Lebensqualität im Stadtteil Duisburg-Hochfeld. Innerhalb von zehn Jahren soll mithilfe von wissenschaftlicher Begleitung und dem Engagement der Akteure und Menschen vor Ort sowie mit den Partnerunternehmen des Initiativkreises Ruhr eine Blaupause für die Region entstehen. Urbane Zukunft Ruhr bezieht sich auf die Handlungsfelder Bildung und Soziales, Wohnen und Öffentlicher Raum sowie Mobilität.
Geschäftsführer des Projektes sind Nils-Christoph Ebsen und Ibrahim Yetim.

#### her.summit
Einmal im Jahr richtet der Initiativkreis Ruhr gemeinsam mit einem Partnerunternehmen den her.summit aus, eine Netzwerkveranstaltung für Managerinnen. 2022 debütierte die Veranstaltung in Kooperation mit Thyssenkrupp als Gastgeber mit dem Programmschwerpunkt der „grünen Transformation“. Der her.summit 2023 wurde in Zusammenarbeit mit dem Wirtschaftsprüfer Deloitte veranstaltet; Hauptthema war Künstliche Intelligenz.

## Sonstiges

### Das Ruhrgebiet-Onlinemagazin
Um wichtige Themen sowie Projekte seiner Mitglieder und Partnerunternehmen zu präsentieren, launchte der Initiativkreis Ruhr 2023 das Online-Magazin Das Ruhrgebiet. Im Fokus stehen die Themenfelder Bildung & Soziales, Infrastruktur & Öffentlicher Raum sowie Mobilität.

## Geschäftsführung
Seit Juli 2024 ist Dirk Opalka Geschäftsführer der Initiativkreis Ruhr GmbH und folgt auf Anette Bickmeyer. Opalka war bereits von 2013 bis 2021 Geschäftsführer.

## Belege
1. 1 2  Initiativkreis Ruhr: Initiativkreis Ruhr Ziele. In: i-r.de. Abgerufen am 5. Mai 2021.
2. ↑  Ulf Meinke: Wirtschaftsbündnis Initiativkreis Ruhr probt den Neustart. 20. März 2021, abgerufen am 5. Mai 2021.
3. ↑  Initiativkreis Ruhr: Der Junge Initiativkreis Ruhr. Abgerufen am 5. Mai 2021.
4. ↑  Die TalentMetropole Ruhr: Stärken entdecken. Talente fördern. Für die Zukunft unserer Region. Abgerufen am 5. Mai 2021.
5. ↑  TalentMetropole Ruhr: TalentMetropole Ruhr - Das sind wir. In: talentmetropoleruhr.de. Abgerufen am 5. Februar 2021.
6. ↑  Entdecken! Ausprobieren! Erleben! Abgerufen am 5. Mai 2021.
7. ↑  Redaktion: Initiativkreis Ruhr verleiht zum fünften Mal die TalentAwards Ruhr. 13. Oktober 2017, abgerufen am 5. Mai 2021.
8. ↑  TalentTage Ruhr: Startseite. In: talenttageruhr.de. Abgerufen am 16. Dezember 2016.
9. ↑  Herzlich Willkommen. Abgerufen am 5. Mai 2021.
10. ↑  D. Rose: Homepage. In: www.is-ruhr.de. (Memento vom 5. Dezember 2016 im Internet Archive), archiviert vom Original (nicht mehr online verfügbar) am 5. Dezember 2016; abgerufen am 16. Dezember 2016.  Info: Der Archivlink wurde automatisch eingesetzt und noch nicht geprüft. Bitte prüfe Original- und Archivlink gemäß Anleitung und entferne dann diesen Hinweis.
11. ↑  Wir entwickeln Quartiere – bundesweit! Abgerufen am 5. Mai 2021.
12. ↑  Startseite | InnovationCity Ruhr. In: www.icruhr.de. Abgerufen am 16. Dezember 2016.
13. ↑  Frank Meßing: Energiewende: Was ganz Deutschland von Bottrop lernen kann. 5. Januar 2021, abgerufen am 5. Mai 2021.
14. ↑  Jan Bielicki: Bottroper Mission. 15. Juni 2021, abgerufen am 12. Juli 2021.
15. ↑  Innovationcity Bottrop. Abgerufen am 12. Juli 2021.
16. ↑  Startup-Ökosystem bündelt beim digitalen Gründergipfel Ruhr die Kräfte. Abgerufen am 5. Mai 2021.
17. ↑  Gründer-Forum NRW: Gewinnchancen für Startups. 26. Januar 2017, abgerufen am 5. Mai 2021.
18. ↑  In Kooperation mehr erreichen. Abgerufen am 5. Mai 2021.
19. ↑  Wir bauen Brücken zwischen Startups & Unternehmen. Abgerufen am 5. Mai 2021.
20. ↑  Wir bauen Brücken zwischen Startups & Unternehmen. Abgerufen am 5. Mai 2021.
21. ↑  Das Startup Ökosystem Ruhr erhält Zuwachs mit dem BridgeBuilder. Abgerufen am 11. Januar 2024.
22. ↑  Herhood. Abgerufen am 11. Januar 2024.
23. ↑  So gehen die Gründungsaktivitäten des Initiativkreises Ruhr 2024 weiter. Abgerufen am 11. Januar 2024.
24. ↑  Initiativkreis Ruhr. Abgerufen am 5. Mai 2021.
25. ↑  Aktuelle Neuigkeiten. Abgerufen am 5. Mai 2021.
26. ↑  Das Education-Programm. In: www.klavierfestival.de. Abgerufen am 5. Mai 2021.
27. ↑  Sponsoren des Klavier-Festival Ruhr. Abgerufen am 11. Januar 2024.
28. ↑  Annika Fischer: Die Antwort auf alle Fragen heißt immer: Ruhrgebiet! 20. April 2017, abgerufen am 5. Mai 2021.
29. ↑  Get inspired. Livestreaming-Event für deine richtige Berufswahl. Abgerufen am 5. Mai 2021.
30. ↑  Warum die Steag für Azubi Joel Knörig „Glückstreffer“ war - waz.de
31. ↑  Urbane Zukunft Ruhr. Abgerufen am 11. Januar 2024.
32. ↑  her.summit - Initiativkreis Ruhr (initiativkreis-ruhr.de)
33. ↑  Gelungene Premiere des neuen Veranstaltungsformats „her.summit“ (thyssenkrupp.com)
34. ↑  Zweiter her.summit bei Deloitte (initiativkreis-ruhr.de)
35. ↑  Das Ruhrgebiet.de - Onlinemagazin des Initiativkreises Ruhr. Abgerufen am 11. Januar 2024.
36. ↑  Wechsel in der Geschäftsführung. In: Website Initiativkreis Ruhr. 28. Juni 2024, abgerufen am 2. Juli 2024 (deutsch).